# Història de les Balears en còmic
Història de les Balears en còmic, és un àlbum de còmic en clau d'humor que explica la història de les Illes Balears. Va ser editat per Saco Roto Ediciones SA amb guió de Joan Aliu, dibuixos de Rafel Vaquer i Alfons López amb Rafael Gordillo al color (Equip butifarraǃ), l'any 1981. Jaume Vidal Alcover s'encarregà del pròleg i l'assessorament històric i lingüístic. Fou patrocinada per Sa Nostra Caixa d'Estalvis de Balears amb motiu del centenari de l'entitat. La majoria dels exemplars varen ser distribuïts entre els clients de Sa Nostra i els centres educatius amb l'objectiu de promocionar el coneixement i la didàctica de la història pròpia de les illes.
L'any 2006 se'n va fer una nova edició pel 125è aniversari de Sa Nostra on hi participà bona part de l'equip original de creació amb la incorporació de Tomeu Seguí, Pau o Àlex Fito entre d'altres.

## Argument
La protagonista de la història és una olivera del bosc de Bellver que conta a uns nins els diferents moments històrics viscuts a les Illes, començant per la cultura de les coves fins poc després de la mort de Franco. Es succeeixen molts d'escenaris on es poden reconèixer espais i personalitats emblemàtiques de les Illes Balears.

## Fitxa publicació
| Títol                                  | Data de Publicació | Editorial              | Format           | Mides      | Pagines | ISBN 13            |
| -------------------------------------- | ------------------ | ---------------------- | ---------------- | ---------- | ------- | ------------------ |
| Història de les Balears en còmic       | 1981               | Saco Roto ediciones SA | Llibre · Cartoné | 29 x 22 cm | 68      | ISBN 84-85911-00-8 |
| Història de les Illes Balears en còmic | 2006               | Sa Nostra              | Llibre · Cartoné | 27 x 27 cm | 84      | ISBN 84-96031-90-X |